# Гипофизарная ямка
Гипофизарная ямка — часть турецкого седла, отделённая от субарахноидального пространства твёрдой мозговой оболочкой, которая также называется диафрагмой турецкого седла.
Синоним — интраселлярная область (от лат. sella).

## Анатомия гипофизарной ямки
Гипофизарная ямка в норме у взрослых имеет сагиттальный (расстояние между двумя наиболее удалёнными точками передней и задней стенок седла) размер 9—15 мм. Вертикальный размер измеряется по перпендикуляру, восстановленному от самой глубокой точки дна до межклиновидной линии, которая соответствует положению соединительнотканной диафрагмы седла и в норме составляет 7—13 мм.
В норме гипофизарная ямка отделена от субарахноидального пространства твёрдой мозговой оболочкой. Эта твёрдая мозговая оболочка называется диафрагмой турецкого седла. В гипофизарной ямке расположен гипофиз. Гипофиз соединен с гипоталамусом ножкой (лат. infundibulum) (воронкой) гипофиза. В диафрагме турецкого седла есть отверстие через которое и проходит эта ножка гипофиза.